# .co
.co – domena internetowa przypisana do Kolumbii. 